# Le Chemin de l'or (film, 1957)
Pour les articles homonymes, voir Le Chemin de l'or.
Pour plus de détails, voir Fiche technique et Distribution.
Le Chemin de l'or (The Way to the Gold) est un film dramatique américain sorti en 1957, réalisé par Robert D. Webb.

## Synopsis
Joe Mundy est relâché de prison. Un vieux prisonnier avec lequel il s'est lié lui révèle le lieu de la cachette d'un butin en or. Joe est suivi à sa sortie de prison par Little Brother Williams. À Glendale, Arizona il rencontre Henrietta Clifford, qui se lie d'amitié avec lui après qu'il a été salement battu par Williams. Joe et Henrietta se mettent ensemble en quête de l'or.

## Fiche technique
- Titre français : Le Chemin de l'or[1]
- Titre original anglais : The Way to the Gold
- Genre : drame
- Réalisation : Robert D. Webb
- Scénario : Wendell Mayes, d'après un roman de Wilbur Daniel Steele (en)
- Musique : Lionel Newman
- Production : David Weisbart pour 20th Century-Fox
- Photographie : Leo Tover
- Montage : Hugh S. Fowler
- Durée : 94 min
- Pays :  États-Unis
- Année de sortie : 1957
- Budget : 920 000 $[2]
- Produit financier : 2 900 000 $
- Langue originale : anglais
- Dates de sortie en salle :
  - États-Unis : 10 mai 1957
  - France : 1er août 1958[1]

## Distribution
- Jeffrey Hunter : Joe Mundy
- Sheree North : Henrietta 'Hank' Clifford, serveuse
- Barry Sullivan : Marshal Hannibal
- Walter Brennan : Oncle George Williams
- Neville Brand : Little Brother Williams